# Seitenwechsel (Roman)
Seitenwechsel (englisch Passing) ist der zweite Roman der afroamerikanischen Autorin Nella Larsen und wurde erstmals 1929 in New York veröffentlicht. Die erste deutsche Übersetzung erschien 2011 im Dörlemann Verlag in Zürich. Der Roman befasst sich mit dem Leben der Schwarzen Frauen Irene und Clare, die beide als weiß durchgehen können.

## Inhalt

### Handlung
Erster Teil – Die Begegnung
Irene Redfield erhält einen Brief von ihrer Kindheitsfreundin Clare Kendry und öffnet ihn widerwillig. Er enthält die sehnsüchtige Bitte, Irene wiederzusehen, nachdem die beiden sich vor zwei Jahren zufällig in Chicago getroffen hatten. Immer noch wütend und gedemütigt, erinnert sich Irene an dieses Treffen zurück.
Irene war für einige Tage nach Chicago gereist und wollte an einem besonders heißen Tag Geschenke für ihre Söhne kaufen. Um der Hitze zu entkommen, beschloss sie in das Restaurant auf dem Dach des Drayton Hotels zu gehen. Ihren Tee trinkend, bemerkte sie den Blick einer fremden attraktiven Frau auf sich und sorgte sich, als Schwarze erkannt worden zu sein. Die Unbekannte kam auf Irene zu und behauptete sie, Irene Westover, zu kennen. Erst nach einiger Überlegung erkannte Irene die Frau, bei der es sich um ihre alte Freundin Clare Kendry handelte, die sie seit zwölf Jahren nicht mehr gesehen hatte. Clare war nach dem Tod ihres Vaters zu ihren weißen Tanten gekommen und seitdem nicht mehr gesehen worden, wodurch Irene sie vergessen hatte. Irene erklärte Clare, dass sie den Schwarzen Arzt Brian geheiratet und mit diesem zwei Söhne habe und daher nun Redfield heiße. Clare erzählte, dass ihre weißen Tanten ihr verboten hatten jemandem zu sagen, dass sie Schwarz war, dass sie hart arbeiten hatte müssen und ihre Schwarzen Freundinnen um deren Leben beneidet hatte. Nach einer Weile hatte sie den jungen, weißen und reichen John kennengelernt, mit dem sie mit 18 weggelaufen war. John wusste nicht, dass Clare eine Schwarze war und es erzählte ihm auch niemand. Clare wirkte auf Irene, als wäre sie zufrieden mit ihrem Leben als weiße Frau. Sie bat Irene, sie am folgenden Dienstag zu besuchen und Irene stimmte zu, bereute dies aber bereits am Heimweg und beschloss Clare nicht wieder zu sehen.
Am darauffolgenden Dienstag hörte das Telefon nicht auf zu klingeln und Irene nahm resigniert nach einigen Stunden den Anruf an. Es war Clare, die sie überredete zu ihr zu kommen. Bei Clare angekommen, traf Irene auch deren alte Bekannte Gertrude wieder, die mit Clare gerade darüber redete, wie froh sie war, kein Schwarzes Kind zur Welt gebracht zu haben. Irene war empört, da einer ihrer Söhne Schwarz war. Als Irene später bereits gehen wollte, kam Clares Ehemann, John Bellew nach Hause und begrüßte Clare mit den Worten „Hallo, Nig“. Er erklärte den Spitznamen auf Clares Aufforderung hin so, dass Clares Haut „weiß wie eine Lilie“ gewesen sei, als sie geheiratet hatten, aber sie immer dunkler geworden war. Wenn Clare nicht aufpasste, würde sie eines Tages als „Nigger“ erwachen. Alle lachten, so auch Irene, da sie die Situation so absurd fand. Auf Clares Aussage, dass es nach all den Jahren keinen Unterschied machen würde, wäre sie zu ein, oder zwei Prozent Schwarz, erwiderte John nur, dass er wisse, dass Clare nicht Schwarz sei, und dies dadurch gar kein Thema wäre. Auf Irenes Frage, ob John Schwarze nicht möge, antwortete er, dass er Schwarze hasse und bezeichnete Schwarze als „Drecksteufel“. Irene fiel es immer schwerer ihre Verärgerung zu verbergen. Sie ließ die restlichen Gespräche über sich ergehen und machte sich später gekränkt, gedemütigt und wütend darüber, dass Clare sie dieser Situation ausgesetzt hatte, auf den Heimweg.
Am Tag ihrer Abreise erhielt Irene einen Brief von Clare, den sie zuerst nicht lesen wollte, ihn aber im Zug Richtung New York letztendlich doch las. Clare bedankte sich darin für Irenes Besuch und teilte ihr mit, wie sehr sie sich gefreut hatte, sie zu sehen. Sie äußerte auch den Wunsch Irene wieder zu treffen. Irene war immer noch wütend und von dem Brief nicht beschwichtigt, weshalb sie diesen zerriss und endgültig nichts mehr mit Clare zu tun haben wollte.
Zweiter Teil – Erneute Begegnung
Im Oktober, zwei Jahre nach dem ersten Treffen mit Clare, hält Irene Clares zweiten Brief in Händen. Immer noch wütend auf Clare, will sie ihrer Bitte, sie wieder zu sehen, nicht nachkommen. Sie zeigt ihrem Ehemann Brian den Brief, woraufhin er sie indirekt ermahnt, Clare nicht wieder zu treffen. Brian äußert in dem Gespräch auch wieder, dass er mit seinem Job unglücklich sei, wodurch in Irene die Sorge aufkommt, dass Brians Wunsch nach Brasilien auszuwandern wieder stärker geworden sein könnte. Sie redet sich ein, dass diese Unzufriedenheit schon irgendwann verschwinden würde, und dass er letztendlich einsehen würde, dass es die bessere Entscheidung gewesen war, in den USA zu bleiben. Brian bringt Irene zur Druckerei, in der sie noch etwas für die Veranstaltung, die sie mitorganisiert, erledigen muss. Im Auto spricht Irene ihre Bedenken aus, dass das Umfeld der Schule ihres Sohnes Junior für diesen nicht geeignet wäre, da die älteren Jungen Witze über Sex machen und Junior diese aufschnappen würde. Brian ärgert das und er meint, es sei gut so, denn Sex sei sowieso ein Witz und je früher Junior dies lerne, desto eher würden ihm später Enttäuschungen erspart bleiben. Irene antwortet darauf nicht und verlässt verbittert und wütend das Auto.
Nachdem Irene Clare nicht auf ihren Brief geantwortet hat, steht Clare Mitte Oktober plötzlich vor Irenes Haustür. Irene will Clare endlich loswerden, jedoch kommt es nicht dazu, da Clare Irene fragt, ob sie denn nicht vorgehabt habe auf den Brief zu antworten. Irene meint, dass Clares Anwesenheit in Harlem für Clare gefährlich sei und sie Clare schützen wollte, wegen Johns Einstellung Schwarzen gegenüber. Clare meint, dass sie sich nach jemandem sehne, mit dem sie offen reden könne. Irene hat Mitgefühl für Clare und entschuldigt sich bei ihr dafür, nicht geantwortet zu haben. Ein Anruf von Mr. Wentworth unterbricht die Unterhaltung. Es geht dabei um die Benefizveranstaltung der „Negro Welfare League“, die Irene mitorganisiert. Als Irene auflegt, überredet Clare sie, auch zu der Veranstaltung kommen zu dürfen. Irene versucht an Clares Vernunft zu appellieren und spricht von der Gefahr, dass John es herausfinden könnte. Clare gibt jedoch nicht auf und so stimmt Irene zu. Als Clare gegangen ist, ärgert sich Irene darüber, erneut nachgegeben zu haben.
Auf der Veranstaltung hetzt Irene herum und sieht Clare immer wieder mit Schwarzen, Weißen und Brian tanzen und war froh, dass Brian Clare nett behandelte, obwohl er nicht Clares größter Fan war. Irene unterhält sich mit Hugh Wentworth, einem weißen Autor, über die verschiedenen Gäste der Veranstaltung und über die Anziehungskraft, die Schwarze Männer scheinbar auf weiße Frauen ausüben. Brian schlägt vor, Clare nach Hause zu bringen, aber Irene hat dies bereits so organisiert, dass Bianca Wentworth Clare zu Hause absetzen würde. Irene kommt der Rest der Veranstaltung verschwommen und nicht wirklich relevant vor. Dennoch war die Veranstaltung ausschlaggebend für einen neuen Abschnitt in ihrem Leben, da sie das Wiederaufleben der Freundschaft mit Clare Kendry markiert.
Clare kommt von da an häufig zu den Redfields, was in Irene eine Mischung aus Freude und Verdruss auslöst. Brian amüsiert die Lage und er beschwert sich nie über Clares Anwesenheit. Nach der Veranstaltung ist Clare auch im Freundes- und Bekanntenkreis der Redfields beliebt und bleibt durch ihre nicht vorhersagbare Anwesenheit bei Abendessen und Feiern stets mysteriös und geheimnisvoll. Clares Tochter Margery geht mittlerweile auf ein Schweizer Internat und Clare kommt nun auch zu den Redfields, wenn John in New York ist. Irene sorgt sich immer weniger darum, dass Clares Geheimnis auffliegen könnte, während Clare sich häufig darüber beschwert, dass sie im Vorfrühling mit John ebenfalls in die Schweiz zurückkehren würde müssen. Irene erinnert Clare daran, dass sie dann auch Margery wiedersehen würde. Clare quittiert dies mit der Aussage, dass Kinder nicht alles seien, und dass sie alles tun würde, um zu bekommen, was sie wollte.
Dritter Teil – Finale
Im Dezember ist Irene erschöpft, macht sich Sorgen um Brians Ruhelosigkeit, für die sie den Auslöser nicht kennt und ist gar nicht in Weihnachtsstimmung. Ihr Unwissen des Grundes von Brians schlechter Stimmung macht ihr Angst, da sie so nichts dagegen tun kann. Außerdem hat sich Brian von Irene distanziert, wodurch sie das Gefühl hat, nicht mehr an ihn heranzukommen. Nach einem morgendlichen Bummel in der Stadt, legt sich Irene schlafen und wird Stunden später von Brian aufgeweckt, der ihr sagt, dass schon alles fertig für die Party wäre und Clare schon da sei. Irene ist wütend darüber, dass Clare da ist, da sie sie nicht eingeladen hat. Brian sagt kurz darauf, dass er sie eingeladen habe, was Irene noch mehr erzürnt. Als sie Brians verteidigende Haltung bemerkt, kommt ihr der Gedanke, dass Clare und Brian eine Affäre haben könnten, die der Auslöser für Brians ungewöhnliches Verhalten sein könnte. Sie fängt sich wieder und geht zu der Teeparty, die ihr Ablenkung bietet. Innerlich ist sie völlig am Boden, versucht jedoch die Fassade aufrechtzuerhalten. Nachdem alle Gäste gegangen sind und Brian ebenfalls das Haus verlässt, kommt der Schmerz wieder in Irene hoch.
Sie versucht ihren Verdacht zu verleugnen, um dem Kummer zu entgehen, da sie keine Beweise für eine Affäre hat und Brian ihr eigentlich nie einen Grund gegeben hatte, Untreue zu vermuten. Weihnachten hat Irene Ablenkung geboten und sie war froh darüber, dass Clare die ganze Zeit abwesend war, da John ihre Anwesenheit gefordert hatte. Brian war geistig abwesend und Irene sehnt sich nach März, in dem Clare und John in die Schweiz ziehen würden. Irene kommt der Gedanke, dass sie Clare los wäre, würde John erfahren, dass Clare Schwarz ist. Irene ist im Zwiespalt ihrer Loyalität sich selbst und der ihrer „Rasse“ gegenüber. Sie wünscht sich zum ersten Mal nicht Schwarz zu sein, um nicht die Bürde ihrer „Rasse“ tragen zu müssen und hofft, dass John ohne ihr Zutun herausfinden würde, dass Clare während seiner Abwesenheit ständig im Schwarzen Harlem unterwegs war. Am nächsten Tag trifft Irene zufällig John Bellew, als sie mit ihrer Schwarzen Freundin, Felise Freeland, unterwegs ist. Als John Irene erkennt und Felise sieht, die in ihrem Arm eingehakt ist, zeigt sich Erkenntnis auf seinem Gesicht. Er streckt Irene die Hand zu Begrüßung hin, die Irene aber nicht nimmt und mit Felise einfach weiter geht. Irene ärgert sich im Nachhinein darüber, nichts gesagt zu haben, aus Loyalität ihrer „Rasse“ gegenüber, obwohl Clare nie Rücksicht auf die Schwarze Gemeinschaft genommen hat. Sie erzählt weder Clare, noch Brian von dem Treffen.
Am nächsten Tag sitzen die Redfields zusammen beim Essen und Irene und Brian geraten in einen Streit, der darin gipfelt, dass Brian Irene vorhält, dass sie es damals nicht zugelassen habe, dass sie die USA verlassen und nach Brasilien ausgewandert sind. Brian meint, dass Irene nicht von ihm erwarten könne, alles aufzugeben und verlässt den Raum. Irene fragt sich, ob er damit Clare gemeint haben könnte und versucht den Gedanken zu verdrängen. Als Clare abends bei den Redfields ankommt, um mit ihnen zu der Feier der Freelands zu gehen, fragt Irene Clare, ob sie darüber nachgedacht habe, was sie tun würde, wenn John ihr Geheimnis herausfände. Clare antwortet darauf nur mit einem Ja, was Irene Angst macht. Clare meint, sie würde in so einem Fall nach Harlem ziehen und tun, worauf sie Lust hätte. Margery sei das Einzige, was sie zurückhalte, es nicht jetzt schon zu tun. Als Clare hinunter zu Brian geht, gesteht sich Irene ein, dass nun alles verloren ist. Im gleichen Atemzug merkt sie aber, dass es ihr nun besser geht und sie jetzt wieder beginnen kann, Pläne zu schmieden, um Brian bei ihr zu behalten. Ihr wird bewusst, dass sie bei der Begegnung mit John nichts gesagt hatte, weil Clare dann frei gewesen wäre und sie dann Brian bekommen würde, wenn sie dies wollte. Daher dürfen Clare und Brian nicht von dieser Begegnung und davon, dass John die Wahrheit ahnt, erfahren.
Bei der Party der Freelands ist die Stimmung fröhlich, jedoch teilt Irene dieses Gefühl nicht. Sie raucht an einem Fenster ihre Zigarette aus und wirft den glühenden Stummel in den weißen Schnee. Als Irene sich gerade mit Dave Freeland unterhalten will, läutet es an der Tür und John Bellew schreit, dass er wisse, dass seine Frau hier sei und drängt sich in den Raum. Er brüllt ihr zu, dass sie also ein „Nigger“ sei, während Clare entspannt lächelnd beim Fenster steht und wirkt, als wäre ihr die Gefahr nicht bewusst, oder einfach gleichgültig. Irene macht Clares Lächeln wütend. Sie läuft zu Clare, legt ihr eine Hand auf den Arm und will verhindern, dass John Clare verlässt. Plötzlich ist Clare nicht mehr da und alle eilen hinunter in den Hof, nur Irene bleibt zurück. Sie empfindet nur Sorge, dass die anderen denken könnten, sie hätte Clare aus dem Fenster geschubst. Sie holt Brians Mantel und geht zu den anderen hinunter, die vermuten, dass Clare gefallen sei, oder dass ihr Mann John sie aus dem Fenster gestoßen habe. Irene sagt, dass Clare einfach gefallen sei und wird ohnmächtig. Als sie wieder zu Bewusstsein kommt, hört sie jemanden sagen, dass davon ausgegangen wird, dass der Tod ein Unfall war.

### Personen
Irene Redfield (geb. Westover)
Irene stellt sich selbst als die perfekte, aufopferungsvolle, nährende Ehefrau und Mutter dar, als selbstlose „Rasse Frau“. Sie zeichnet Clare dabei als ihr komplettes Gegenteil. Tatsächlich ist Irene aber heuchlerisch und legt die Eigenschaften, die sie an Clare so kritisiert, selbst an den Tag. Irene versucht auf kalte, entschlossene und manipulative Weise ihre Sicherheit zu wahren, die durch ihre Ehe repräsentiert wird. Nichts ist Irene wichtiger, als diese Sicherheit und ihren Stand in der Gesellschaft mit allen Mitteln zu bewahren. Irenes Selbstbild wird ständig von der Erzählung hintergangen und zeigt ihr wahres Gesicht, das Irene jedoch nicht bewusst zu sein scheint, da sie diese negative Seite ihrer Selbst ignoriert. Auch die erwachenden sexuellen Gefühle für Clare verleugnet und verdrängt Irene mit aller Kraft. Sie fürchtet Clare und ihren Mangel an Streben nach Sicherheit, der sie für Irene unberechenbar macht, fühlt sich aber dennoch zu Clare hingezogen und lässt sich von ihr um den Finger wickeln. Da sie ihre Gefühle verleugnet, jedoch die Tendenz hat, ihre eigenen Gefühle und Motive auf andere Menschen zu projizieren, beginnt sie eine Affäre zwischen Brian und Clare zu sehen und projiziert dabei ihr wachsendes Verlangen nach Clare auf Brian. Clare bedroht in Irenes Augen die Werte, die ihr so wichtig sind, nämlich Sicherheit und Geborgenheit. Diese werden durch Brian und ihre Ehe dargestellt, auf die es Clare in Irenes Augen abgesehen hat. Irenes Abneigung gegenüber Clares Seitenwechsel ist abermals heuchlerisch, da Irene selbst immer wieder die Seiten wechselt, wenn auch nur um beispielsweise in ein Restaurant zu gehen.
Irene und Jack sind sich in der Hinsicht ähnlich, dass beide die Grenze der „Rassen“ mit Leidenschaft bewahren, wenn auch von verschiedenen Seiten aus. Irene tut dies, indem sie Clare mit Nachdruck auf der weißen Seite halten will, um ihre eigene Sicherheit zu wahren und die Differenzen zwischen ihr und Clare aufrechtzuerhalten. Bei dem Versuch ihre Ehe zu retten, ist Irene gefangen zwischen ihrer Loyalität ihr selbst und der ihrer „Rasse“ und damit auch Clare gegenüber. Sie verrät Clare aus diesem Grund nicht, als sie John auf der Straße begegnet. Würde Irene Clares Seitenwechsel aufdecken, würde sie die künstliche Grenze von Schwarz und weiß zerstören, von der Irene so abhängig ist.
Clare Bellew (geb. Kendry)
Die Figur der Clare Kendry zeichnet sich durch ihre „Habenwollen“ Art, ihre mysteriöse Weise, ihre Gleichgültigkeit gegenüber traditionellen Moralvorstellungen, ihren Sinn für Mode, ihren Mut und durch ihre Zwiespältigkeit gegenüber Loyalität zu einer „Rasse“ aus. Sie wächst zwischen den Grenzen von Schwarz und weiß, zwischen Mittel- und Unterklasse auf und gewinnt dadurch eine außerordentliche Menschenkenntnis. Die Entscheidung die Seiten zu wechseln, basiert für Clare darauf, dass sie es in der weißen Gemeinschaft schlichtweg leichter hat, als in der Schwarzen Gesellschaft, die ihr aufgrund ihrer Familiengeschichte den Zugang verwehrt. Clare strebt ständig nach Gefahr und wandert auf der Grenze von Schwarz und weiß. Für Irene wirkt all dies schockierend, da Clares Moralvorstellungen und Einstellung zu „Rasse“ und Gefahr so konträr zu Irenes sind. Clare sehnt sich nach der Schwarzen Gesellschaft und riskiert ihr Leben als Weiße, ihre Tochter und ihre Sicherheit, um dieser näher zu kommen. Im Gegensatz zu Irene hegt sie keinerlei Loyalität der Schwarzen Gesellschaft gegenüber. Irene beschreibt Clare immer wieder als beinahe zu gutaussehend und sie fürchtet Clares Willensstärke, da ihr bewusst ist, dass Clare alles haben kann, was sie möchte. Irene bezeichnet Clare auch als kalt und hart, nichts Aufopferungsvolles innehabend und als ihr Gegenteil. Für Irene ist Clare eine Repräsentation von allem, was sie selbst versucht zu unterdrücken und zu verleugnen. Clare ist der Ausdruck von Irenes unterdrückten sexuellen Gefühlen, weshalb Irene versucht sie loszuwerden. Der Tod Clares repräsentiert Irenes Erfolg beim Verbannen dieser Gefühle.
Clare Kendry wird teilweise als eine „Tragic Mulatto“ Figur bezeichnet. Hutchinson widerlegt dies jedoch, da Clare keine tragischen Probleme durchleben muss, aufgrund der Entdeckung, dass sie Schwarz ist und da sie auch nicht auf tragische Weise davon abgehalten wird, einen weißen Mann zu heiraten wegen der Grenze der „Rassen“. Clare findet es nicht tragisch Schwarz zu sein, sie bringt keine nachhaltigen Opfer und trifft keine Wahl zwischen einer „Rasse“ oder der anderen. Ihre Entscheidungen sind rein eigennützig und darauf basierend, worauf sie Lust hat.
Brian Redfield
Brian ist ein Schwarzer Arzt, der tief unglücklich mit seinem Job ist und sich danach sehnt nach Brasilien auszuwandern, wo die Grenze zwischen Schwarz und weiß seines Wissens nach fließender ist. Er hält es Irene immer noch vor, dass sie vor vielen Jahren nicht auswandern wollte und sagt in einem Streit, dass sie nicht von ihm erwarten könne alles aufzugeben. Brian ist von deren Sexleben frustriert und empfindet Sex als einen Witz. Irene und Brian schlafen außerdem in getrennten Schlafzimmern, was die sexuelle Frustration in deren Beziehung weiter unterstreicht. Er wird von Irene als „ungewöhnlich gutaussehend“ beschrieben und als „immerzu etwas haben wollend, das er nicht haben konnte“.
John („Jack“) Bellew
John, von Clare liebevoll Jack genannt, ist ein reicher, weißer Geschäftsmann. Er hasst Schwarze und verkörpert in dem Roman weißen Rassismus. Wie auch Irene ist ihm die Grenze zwischen Schwarz und weiß wichtig. Er bezeichnet Clare mit dem Spitznamen „Nig“ und offenbart damit seine Erotisierung der Segregation.

### Historischer Kontext
In den 1920er und 1930er Jahren hat sich im New Yorker Stadtteil Harlem die Bewegung der Harlem Renaissance etabliert. Schwarze aus der ganzen Welt sind in dieser Zeit nach Harlem gepilgert, das zum Zentrum dieser afroamerikanischen Bewegung wurde, auf der Suche nach besseren Lebensumständen. Dieses Phänomen breitete sich aber auch in Südamerika, in der Karibik, in Europa und diversen anderen Teilen der Welt aus. Die Bewegung bestand aus Künstlern und Künstlerinnen, Autoren und Autorinnen, sozial und politisch engagierten Personen und vielen mehr. Am bekanntesten ist sie jedoch für die Künstler und Künstlerinnen und Schriftsteller und Schriftstellerinnen. Die Kultur, die Musik und die Literatur der Harlem Renaissance hat auch das Interesse von weißen Menschen geweckt, wie in Seitenwechsel bei der Benefizveranstaltung der „Negro Welfare League“ gezeigt wird. Diese wird von sehr vielen weißen Personen besucht, die Neugier an der Schwarzen Kultur in Harlem zeigen. Während der Zeit der Harlem Renaissance war die Segregation in den USA noch in vollem Gange. In Harlem jedoch wurden „Rasse“ und Gender Grundsätze als lockerer und die Grenzen als leichter zu überschreiten erachtet.
Der Roman Seitenwechsel spielt inmitten der Harlem Renaissance und zeigt eine idealisierte Version dieser Zeit. Besonders die Benefizveranstaltung, die von sowohl Schwarzen als auch Weißen besucht wird, bei der Irene sich unter anderem auch mit dem weißen Autor Hugh Wentworth unterhält, ist ein Beispiel dafür, wie die Harlem Renaissance den Roman geprägt hat, bzw. wie diese im Roman verarbeitet wird.

## Form
Der Roman Seitenwechsel ist in drei Teile gegliedert, die aus jeweils vier Kapiteln bestehen. Die drei Teile heißen Die Begegnung, Erneute Begegnung und Finale, während die Unterkapitel lediglich nummeriert sind, jeweils mit den ausgeschriebenen Zahlen eins bis vier. Der Roman wird aus Irenes Sicht erzählt. Sie ist eine unverlässliche, dritte Person bzw. personale Erzählerin, durch deren Wahrnehmung alle Ereignisse gefiltert, von ihren Gedanken geprägt und manipuliert dargestellt werden. Durch diesen Umstand müssen die Lesenden für sich entscheiden, wie verlässlich sie als Erzählerin ist. Die Verlässlichkeit von Irenes Schilderungen verändert sich im Laufe der Erzählung, denn je eifersüchtiger Irene wird, desto irrationaler werden ihre Vermutungen und Schilderungen. Sie zieht voreilige Schlüsse und fällt Urteile über ihre Mitmenschen, die nicht auf logischen und nachweisbaren Geschehnissen basieren, wie die angebliche Affäre zwischen Brian und Clare. Durch dieses Verhalten verliert sie immer mehr ihre Glaubwürdigkeit.
Da Irene als Erzählerin fungiert, wird Clares Aussehen sehr häufig beschrieben, Irenes Äußeres allerdings kaum. Die Lesenden erfahren im Gegensatz dazu jedoch viel über Irenes Gedanken, Gefühle und Emotionen, während das Innenleben von Clare gar nicht geschildert wird.
Der Roman wird in der Literaturkritik vielfach aufgrund der Mehrdeutigkeit seines offenen Endes analysiert und kritisiert. Clare fällt aus dem Fenster, jedoch ist unklar, wie es dazu kam. Irene scheint sich nicht als schuldig an Clares Tod zu sehen. Ob sie schlichtweg leugnet, sie geschubst zu haben, oder tatsächlich an Amnesie leidet und sich nicht an die Ereignisse erinnern kann, ist nicht klar. Sie spekuliert kurz nach Clares Fall darüber, was passiert sein könnte und verschleiert damit noch mehr die Ereignisse, da sie diverse Erklärungen für Clares Tod gibt. Es ist im Endeffekt schlichtweg nicht möglich zu sagen, wie Clare tatsächlich gestorben ist, da Irene die Ereignisse nicht objektiv und unvoreingenommen schildert. Das Ende des Romans bleibt dadurch in gewisser Hinsicht offen und lädt zur Reflexion ein.
Ein Detail in Bezug auf die verschiedenen Ausgaben des Romans ist, dass ab der dritten Ausgabe der letzte Abschnitt des Romans weggelassen wurde. Während die erste und zweite Ausgabe damit enden, dass Irene ohnmächtig wird, wieder aufwacht und einen Mann sagen hört, dass davon ausgegangen wird, Clares Tod sei ein Unfall gewesen und sie sei einfach gestürzt, enden die Versionen ab der dritten Ausgabe damit, dass Irene ohnmächtig wird. Die deutsche Ausgabe, auf der dieser Artikel basiert, enthält den letzten Abschnitt wieder.

## Themen

### Der Umgang der Figuren im Roman mit „Rasse“ und Passing
Seitenwechsel spielt während der Segregation der 1920er Jahre in den USA. Durch das Setting in diesem Zeitraum spielen die Themen „Rasse“ und Passing eine bedeutende Rolle in dem Roman.
Das Wort Passing kommt aus dem Englischen von „to pass“ und bedeutet wörtlich übersetzt „etwas überschreiten, passieren, durchkommen, durchgehen“. Um Passing handelt es sich, wenn eine Person eine andere soziale Identität annimmt, als die von der Gesellschaft der Person als echte, bzw. biologisch festgelegte Identität anerkannt wird. Die Gründe für Passing sind vielfältig. Unter anderem wechselten Schwarze die Seite, um einen gesellschaftlichen Vorteil zu erlangen, da sie als Weiße einen Zugang zu Kultur und Gesellschaft hatten, der ihnen während der Segregation, durch die Jim-Crow-Gesetze, als Schwarze untersagt war. Oftmals litten Personen, die die Seiten gewechselt hatten unter der Gefahr der Enthüllung ihrer Herkunft, oder auch unter rassistischen Aussagen, denen sie zustimmen mussten, um ihre Identität zu wahren. In den 1920ern war Passing ein etabliertes literarisches Thema und wurde vielfach verarbeitet, wie auch in dem hier behandelten Roman Seitenwechsel. Einerseits verstärkt Passing die ideologischen Kategorien von Gender und „Rasse“, da es eine Grenze aufstellt, die von Personen, die die Seiten wechseln überschritten wird. Andererseits zeigt es auf, dass Kategorien wie Gender und „Rasse“ soziale Konstrukte sind, die auf Verhalten basieren und nicht biologisch festgelegt sind.
Clare wächst zwischen den Grenzen von Schwarz / weiß und Mittelklasse / Unterklasse auf, wodurch sie außerordentliche Menschenkenntnis, ein Bewusstsein für die Heuchelei um sie herum und einen Mangel an Loyalität, für jegliche Gemeinschaften entwickelt hat. Sie ist nie wirklich in der Schwarzen Gesellschaft willkommen und wurde von ihren weißen Tanten wie eine Sklavin behandelt. Als sich für Clare durch den Tod ihres Vaters die Möglichkeit ergibt, die Seiten zu wechseln, tut sie dies und lebt von da an abseits ihrer ehemaligen Gemeinschaft als Weiße. Da Clare eine lange Zeit als und mit Weißen gelebt hat, ist für sie das Weißsein weniger mythisch als für Irene. Clare verachtet die Grenze von Schwarz und weiß, die von sowohl Schwarzen als auch Weißen geehrt wird. Sie mag die Schwarze Kultur und die Schwarze Gesellschaft, fühlt jedoch keine Loyalität zu dieser. Clare ist in Hinblick auf ihr Zugehörigkeitsgefühl und ihre Loyalität für ihre „Rasse“ das komplette Gegenteil von Irene. Des Weiteren hat Clare ihr altes Leben gänzlich hinter sich gelassen, als sie die Seiten gewechselt hat, während Irene Passing nur gelegentlich nutzt, um beispielsweise Zugang zu einem Restaurant zu erhalten, der Schwarzen nicht gestattet wäre.
Irene ist die Schwarze Gesellschaft extrem wichtig, denn sie gibt ihr Sicherheit und Zugehörigkeit. Irene lebt als Schwarze, hat einen Schwarzen Ehemann und zwei Söhne. Sie geht in der Schwarzen Gemeinschaft auf, ist dort engagiert und besteht auf die Grenzen ihrer „Rasse“. Dennoch hat sie weiße Bekannte und Freunde. Als Clare aber zurück in die Schwarze Gemeinschaft kommen will, verwehrt ihr Irene diesen Zugang und will Clare auf der weißen Seite halten, da sie sich von Clares Seitenwechseln und besonders von ihrer Begierde, wieder in der Schwarzen Gesellschaft akzeptiert zu werden, bedroht fühlt. Irene hält nicht viel vom Seitenwechseln, obwohl sie es manchmal selbst nutzt, um gesellschaftliche Vorteile zu haben. In einem Gespräch mit ihrem Mann Brian sagt sie über Passing: „Schon komisch, das mit dem ‚Seiten wechseln‘. Wir missbilligen und entschuldigen es zugleich. Es weckt unsere Verachtung, und doch bewundern wir es eigentlich. Wir schrecken mit einer Art Abscheu davor zurück, decken es aber.“ Irene ist ihrer „Rasse“ gegenüber extrem loyal und kritisiert den Mangel dieser Loyalität an Clare. Dennoch bewahrt sie Clares Geheimnis vor John, da sie Clare doch als Teil ihrer „Rasse“ sieht und aus Loyalität ihrer „Rasse“ gegenüber Clare nicht verraten kann, obwohl sie glaubt, dadurch ihre Ehe retten zu können. Irene baut einen großen Teil ihrer Selbst auf der Grenze der „Rassen“ auf und hält diese daher mit all ihrer Kraft aufrecht. Im Laufe der Geschichte wünscht sich Irene einmal, „nicht als Schwarze geboren zu sein“. Hier meint sie nicht stattdessen weiß zu sein, sondern lediglich außerhalb der amerikanischen Auffassung von „Rasse“ zu existieren. Dieser Gedanke ist für Irene gefährlich, da sie viel ihrer Sicherheit auf dem Prinzip von „Rasse“ und auch auf Segregation aufbaut. Denn ihre Loyalität für ihre „Rasse“ basiert auf dem Prinzip von „Rasse“ als etwas, das Irene Ordnung, Berechenbarkeit und Sicherheit bietet.
Clares Ehemann John „Jack“ Bellew ist ein sehr rassistischer Weißer, der nichts über Clares Herkunft weiß. Er nennt seine Frau Clare „Nig“, da ihre Haut immer dunkler wird, er jedoch denkt, sie wäre weiß und die Situation daher mit diesem, für ihn lustigen Kosenamen benennt. Als Irene bei Clare zum Tee ist, lässt John eine Hasstirade gegenüber Schwarzen los und bringt Irene in eine äußerst unangenehme Situation, da Irene Clare nicht verraten will und diese hasserfüllten Worte daher einfach hinnehmen muss. John könnte in dem Roman als Personifikation von weißem Rassismus gesehen werden.
Brian Redfield ist ein Schwarzer Arzt und damit nicht in der Lage die Seiten zu wechseln. Er hasst seinen Beruf und ist in den USA unglücklich. Er würde am liebsten nach Brasilien auswandern, da dort die Grenzen zwischen Schwarz und weiß seines Wissens nach fließender und lockerer sind als in den USA. Aufgrund dieser flexibleren Kategorien, ist Passing in Brasilien kein Thema, da es dort nicht notwendig ist Kategorien bzw. Grenzen zu überwinden. Irene hält ihn jedoch davon ab, da ihr die USA und die Grenze zwischen den „Rassen“ wichtig sind und sie ihre Heimat, ihre Gemeinschaft und ihre damit verbundene Sicherheit nicht aufgeben will.

### Sexualität
Sexualität nimmt in dem Roman verschiedene Formen an, beispielsweise durch die sexlosen Ehen von Clare und Jack und von Irene und Brian. In Clares Fall ist es, weil sie fürchtet ein Schwarzes Kind zur Welt zu bringen und da ihr Mann viel reist. Bei Irenes Ehe scheint es daran zu liegen, dass Irene selbst ihre Sexualität unterdrückt. Besonders in Irenes und Brians Ehe ist Sexualität nicht sonderlich präsent, da Irene und Brian in getrennten Schlafzimmern schlafen und Brian Sex als einen „großartigen Witz“ und als Enttäuschung empfindet. Durch diese Sexlosigkeit der Ehen der beiden Frauen, ist es Larsen außerdem möglich, mit der Idee einer lesbischen Beziehung zwischen Clare und Irene zu spielen.
Deborah E. McDowell sieht unter der Oberfläche von Clares Seitenwechsel eine riskantere Handlung, die sich mit Irenes entstehendem sexuellen Verlangen für Clare befasst. Der Roman benennt dieses Verlangen allerdings nie konkret. Irene versucht diese aufkommenden Gefühle zu unterdrücken, was bildlich beispielsweise durch den ersten Briefumschlag von Clare dargestellt wird, bei dem Irene sich zuerst weigert ihn zu öffnen, da sie den Inhalt fürchtet. Clares Brief erfüllt diese Befürchtung auch und ist von Worten, die Verlangen nach Irene beschreiben durchzogen. Irene wird rot im Gesicht, nachdem sie den Brief gelesen hat und empfindet Emotionen, die sie sich nicht erklären kann. Larsen verwendet in ihrem Roman immer wieder mit Feuer verbundene Formulierungen, die generell der Darstellung von Verlangen dienen. Beginnend bei Irenes Beschreibung der unglaublichen Hitze an dem Tag, als sie Clare in Chicago trifft, bis hin zu Beschreibungen von Clare, die geranienroten Lippenstift oder rote Kleider trägt. Auch das Ende des Romans spielt mit diesem Feuermotiv, als Irene Clare in dem Moment, bevor sie aus dem Fenster stürzt, mit einer „Flamme aus Rot und Gold“ vergleicht.

Irenes Begehren für Clare ist in der Beschreibung von Clare besonders greifbar. Die Worte, die Larsen Irene hier in den Mund legt sind viel mehr in einer Liebesbeziehung gängig, als es in einer Freundschaft zu erwarten wäre. Beispiele für die von Verlangen geprägte Sprache, die Larsen in ihrem Roman verwendet sind: 
„Ein verführerischer Mund. (…) Fesselnde Augen (…) In diesen Augen erschien ein Lächeln, und Irene hatte das Gefühl, gestreichelt und liebkost zu werden.“
„Als Irene Clares bittenden, liebkosenden Blick spürte, hatte sie den Wunsch, die Hoffnung, diese Trennung werde nicht die letzte sein.“
„Als Irene Redfield die Frau vor sich anschaute, überkam sie eine seltsame Aufwallung von Zuneigung.“

Clare: „Soll das heißen, du willst mich nicht, `Rene?“
Irenes erwachende, erotische Gefühle für Clare gehen Hand in Hand mit Irenes Verdacht einer Affäre zwischen Clare und Brian. Irene tendiert immer wieder dazu, ihr Verlangen, ihre Eigenschaften und ihre Motive, die sie verleugnet auf andere Personen zu projizieren. Es wäre hier also möglich, dass Irene ihr eigenes Verlangen für Clare auf Brian projiziert und deshalb beginnt, in deren Umgang Verlangen zu sehen, obwohl sie dafür keine konkreten Beweise hat.
Für Irene ist Clare die Personifikation und das Objekt ihrer sexuellen Gefühle, die sie unterdrückt. Als Clare nun aus dem Fenster stürzt, repräsentiert der Tod Clares auch den Tod von Irenes Gefühlen für Clare.
Larsen nutzt in ihrem Roman die „sichere“ und gängige Handlung des Passing um den riskanteren Plot einer lesbischen Beziehung zu verdecken. Diese Strategie passt auch zu dem Thema Passing, da der homoerotische Plot als klassischer Passing Roman der 1920er durchgeht. Der Tod von Clare schließt diesen Subplot endgültig ab und lässt diese, für die damalige Zeit unkonventionelle Seite des Romans, zu Gunsten der literarischen Konvention verschwinden.
George Hutchinson betont in seiner Biographie von Nella Larsen, dass sich Irenes Anziehung durch Clare mit Abstoßung abwechselt. Clare wird zum erotisierten und fetischisierten Element von Irenes Fantasieleben. Sie ist für Irene beinahe zu gutaussehend und repräsentiert eine Bedrohung für Irenes sexuelle Identität und Sicherheit, da sie in Irene sexuelles Verlangen nach Clare weckt. Gerade weil sich Irene so von Clare angezogen zu fühlen scheint und damit Irenes Bestreben nach Sicherheit in ihrem Leben gefährdet, will sie Clare aus ihrem Leben verbannen.

## Rezeption
Clark Barwick beschreibt in seinem Artikel A History of Passing die Rezeptionsgeschichte von Seitenwechsel. Der Roman ist in den späten 1920ern von der Kritik gefeiert worden. Von 1930 bis 1969 verschwand er jedoch völlig von der Bildfläche und wurde nicht mehr gedruckt. In den 1970ern bis in die frühen 1980er war Seitenwechsel sozial wieder relevant, jedoch wurde der Roman unterschätzt und übersehen. Seit der Mitte der 1980er bis heute ist der Roman sehr relevant und kanonisiert. Er gilt heute als ein wegweisendes Werk, unter anderem in der afroamerikanischen und amerikanischen Literatur, im Feminismus und den Queer Studies.
Bei der Erstveröffentlichung im Jahr 1929 im Alfred A. Knopf Verlag, arbeitet die Werbung für das Buch mit rassistischen Illustrationen und vermarktet das Werk, als ginge es um eine Affäre zwischen Brian und Clare. Eine andere Bewerbung des Romans skizziert John Bellew als den Hauptcharakter der Geschichte. Die Zielgruppe der Werbung waren Weiße. Die Rezensionen des Werks waren sehr positiv. Beispielsweise bezeichnete W. E. B. Du Bois den Roman als „one of the finest novels of the year“. Besonders bei dem offenen Ende des Romans spalteten sich jedoch die Meinungen. Manche Kritiker waren davon beeindruckt, andere verwirrt.
Ab 1930 verschwanden Larsen und ihre Romane jedoch von der Bildfläche, nachdem Larsen bei ihrer Kurzgeschichte Sanctuary des Plagiats bezichtigt wurde. In den folgenden Jahren wurden Larsen, wie auch ihre Romane, aus der Geschichte der Harlem Renaissance herausgeschrieben, gänzlich vernachlässigt und übersehen. Als Nella Larsen 1964 starb, wurde ihr Tod nicht einmal mit einem Nachruf in einer Zeitung gewürdigt. Die Gesellschaft ließ die Harlem Renaissance hinter sich und formierte die „Black Arts Bewegung“, in der für „HalbWeiße“ Autorinnen, wie Larsen kein Platz war. In den späten 1960ern stieg das Interesse an der Harlem Renaissance allerdings, wodurch die Texte aus dieser Zeit wieder mehr gedruckt wurden.
Im Jahr 1969 wurde Passing von der Arno Press und von Collier Books im Jahr 1971 neu veröffentlicht, da der Knopf Verlag die Nutzungsrechte nicht verlängert hatte. Die Version im Arno Verlag stellt Seitenwechsel in den Kontext der afroamerikanischen Literaturgeschichte. Die Einleitung von William H. Robinson beschreibt die Tradition des „Passing“ und beschäftigt sich nur auf sechs Seiten mit dem Roman per se. Er ist der Meinung, dass sich Passing von anderen Romanen zu dem Thema abhebt, da Irenes Probleme häuslicher und alltäglicher Art sind und nichts mit ihrer „gemischtrassigen“ Abstammung zu tun haben. Die Ausgabe von Collier aus dem Jahr 1971 war darauf ausgelegt, als Schwarzer Roman gelesen zu werden. Die Beschreibung des Romans legt hier den Fokus auf Schwarzes Erbe und die Probleme des Seitenwechselns. Durch diese zwei Neuveröffentlichungen wurde Seitenwechsel der breiten Masse zugänglich gemacht und dadurch mehr rezipiert. Claudia Tate war eine der ersten, die verlangte, dass Passing als wesentliches Werk literarischer Finesse und psychologischer Mehrdeutigkeit anerkannt wird.
1986 wurde eine Doppelausgabe von Quicksand und Passing von der Rutgers University Press veröffentlicht. Diese Ausgabe enthält eine Einleitung von Deborah E. McDowell, welche die heteronorme Lesart des Romans hinterfragt und Schwarze, weibliche Sexualität thematisiert. Sie sieht unter der Handlung des Romans Irenes erwachende, homosexuelle Begierde für Clare. Diese Ausgabe wurde in den kommenden zwanzig Jahren fast jährlich neu gedruckt, da der Andrang so groß war. 1993 veröffentlichte Judith Butler ein Essay unter dem Titel Passing, Queering: Nella Larsen´s Psychoanalytic Challenge und ist damit eine von vielen Wissenschaftlerinnen und Wissenschaftlern, die sich mit Seitenwechsel auseinandersetzen. Nach Jahrzehnten wird Larsen als Autorin des Harlem Renaissance Kanons anerkannt und als eine der wichtigsten amerikanischen Autorinnen gesehen. 1997 wurde Passing vom Penguin Verlag in die Reihe der Penguin Classics und der Modern Library „Classic“ Reihe aufgenommen und in diesen veröffentlicht. Dies ist ebenfalls ein Zeichen für die wachsende Relevanz von Larsen, da sie die erste afroamerikanische Autorin war, die in diesen Reihen vertreten ist. Die Modern Library Ausgabe von Penguin aus dem Jahr 2002 bezeichnet Passing als eines der weltbesten Bücher. Ab 2010 wurde Passing in verschiedene Sprachen übersetzt, darunter ins Deutsche, ins Französische, ins Spanische, wie auch ins Arabische, Hebräische, Dänische, Italienische und Japanische. Durch diesen Umstand erreichte Passing eine ganz neue Zugänglichkeit. Das Werk wurde laut Brent Edwards erst so spät übersetzt, da beispielsweise Europa für lange Zeit nichts mit dem Konzept von „Passing“ hätte anfangen können, da „Passing“ ein spezifisch amerikanisches Konzept war.
Im März 2018 wurde ein Nachruf für Nella Larsen als Teil der „Overlooked“ Reihe, die Tode bemerkenswerter Frauen ehrte, die ursprünglich von Zeitungen übersehen worden waren, in der New York Times publiziert. Durch diesen Nachruf bekam Passing erneut einen Aufmerksamkeitsschub.
Die deutsche Erstausgabe erschien 2011 in der Übersetzung von Adelheid Dormagen im Dörlemann Verlag und erhielt äußerst positive Rezensionen. Thomas Leuchtenmüller schrieb über Seitenwechsel in der Frankfurter Allgemeinen „Dieser Roman ist eine literarische Unabhängigkeitserklärung, die innere Konflikte von Menschen gemischtrassiger Abstammung schon veranschaulichte, bevor afroamerikanische Großschriftstellerinnen wie Toni Morrison oder Alice Walker auch nur geboren waren. Der Roman ist eine echte Entdeckung, zeitdiagnostisch und zugleich (…) zeitlos“. Auch Martin R. Dean lobt Seitenwechsel als „beeindruckenden und hochaktuellen Roman“ in seiner Rezension in der Zeitung Die Zeit.
Im Jahr 2021 wurde der Roman in den USA unter der Regie von Rebecca Hall verfilmt und trägt im Englischen den Titel Passing, in der deutschen Synchronisation den Titel Seitenwechsel.

### Textausgaben
- Nella Larsen: Passing. Alfred A. Knopf, New York / London 1929.
- Nella Larsen: Seitenwechsel. Deutsch von Adelheid Dormagen. Dörlemann, Zürich 2011, ISBN 978-3-908777-67-0.
- Nella Larsen: Seitenwechsel. Deutsch von Adelheid Dormagen. Dörlemann, Zürich 2021, ISBN 978-3-03820-093-2.

### Sekundärliteratur
- Clark Barwick: A History of Passing. In: South Atlantic Modern Language Association. Band 84, Nr. 2-3, 2019, ISSN 0277-335X, S. 24–54.
- Margaret Gillespie: Gender, Race and Space in Nella Larsen´s "Passing". In: Journal of Research in Gender Studies. Band 5, Nr. 2, 2015, ISSN 2164-0262, S. 279–289.
- George Hutchinson: In Search of Nella Larsen. A Biography of the Color Line. Belknap Press, Cambridge / London 2006, ISBN 0-674-02180-0.
- Deborah E. McDowell: Introduction. In: Nella Larsen: Quicksand and Passing. Rutgers University Press, New Brunswick / New Jersey / London 1986, ISBN 0-8135-1169-0.
- Claudia Tate: Nella Larsen´s "Passing": A Problem of Interpretation. In: African American Review. Band 50, Nr. 4, 2017, S. 597–601.